# جون لويس (متسابق دراجات نارية)
جون لويس (بالإنجليزية: John Louis)‏ هو متسابق دراجات نارية بريطاني، ولد في 14 يونيو 1941 في إبسوتش في المملكة المتحدة.